# Ginástica nos Jogos Olímpicos de Verão de 1908
A ginástica nos Jogos Olímpicos de Verão de 1908 foi realizado em Londres, no Reino Unido. Com apenas dois eventos masculinos disputados, nenhuma nação conquistou mais de uma medalha.

## Eventos
Ginástica artística
Dois conjuntos de medalhas foram concedidos nos seguintes eventos:
- Individual geral
- Equipes

## Países participantes
Um total de 327 ginastas de 14 países competiram em 1908:
| - GER Alemanha (11) - BEL Bélgica (2) - BOH Boêmia (2) - CAN Canadá (2) - DEN Dinamarca (24) - FIN Finlândia (31) - FRA França (60) | - GBR Grã-Bretanha (65) - HUN Hungria (6) - ITA Itália (32) - NOR Noruega (30) - NED Países Baixos (23) - SWE Suécia (38) - TUR Turquia (1) |

## Medalhistas
Masculino
| Evento                    | Ouro | Prata | Bronze |
| ------------------------- | --- | --- | --- |
| Individual geral detalhes | Alberto Braglia ITA Itália | Walter Tysall GBR Grã-Bretanha | Louis Ségura FRA França |
| Equipes detalhes          | Gösta Åsbrink Carl Bertilsson Hjalmar Cedercrona Andreas Cervin Rudolf Degermark Carl Folcker Sven Forssman Erik Granfelt Carl Hårleman Nils Hellsten Gunnar Höjer Arvid Holmberg Carl Holmberg Oswald Holmberg Hugo Jahnke Johan Jarlén Gustaf Johnsson Rolf Johnsson Nils von Kantzow Sven Landberg Olle Lanner Axel Ljung Osvald Moberg Carl Martin Norberg Erik Norberg Tor Norberg Axel Norling Daniel Norling Gösta Olson Leonard Peterson Sven Rosén Gustaf Rosenquist Axel Sjöblom Birger Sörvik Haakon Sörvik Karl Johan Svensson Karl Gustaf Vinqvist Nils Widforss SWE Suécia | Arthur Amundsen Carl Albert Andersen Otto Authén Hermann Bohne Trygve Bøyesen Oskar Bye Conrad Carlsrud Sverre Grøner Harald Halvorsen Harald Hansen Petter Hol Eugen Ingebretsen Ole Iversen Per Mathias Jespersen Sigge Johannessen Nicolai Kiær Carl Klæth Thor Larsen Rolf Lefdahl Hans Lem Anders Moen Frithjof Olsen Carl Alfred Pedersen Paul Pedersen Sigvard Sivertsen John Skrataas Harald Smedvik Andreas Strand Olaf Syvertsen Thomas Thorstensen NOR Noruega | Eino Forsström Otto Granström Johan Kemp Iivari Kyykoski Heikki Lehmusto John Lindroth Yrjö Linko Edvard Linna Matti Markkanen Kaarlo Mikkolainen Veli Nieminen Kaarlo Kustaa Paasia Arvi Pohjanpää Aarne Pohjonen Eino Railio Heikki Riipinen Arno Saarinen Einar Werner Sahlstein Aarne Salovaara Karl Sandelin Elis Sipilä Viktor Smeds Kaarlo Soinio Kurt Enoch Stenberg Väinö Tiiri Karl Magnus Wegelius FIN Finlândia |

## Quadro de medalhas

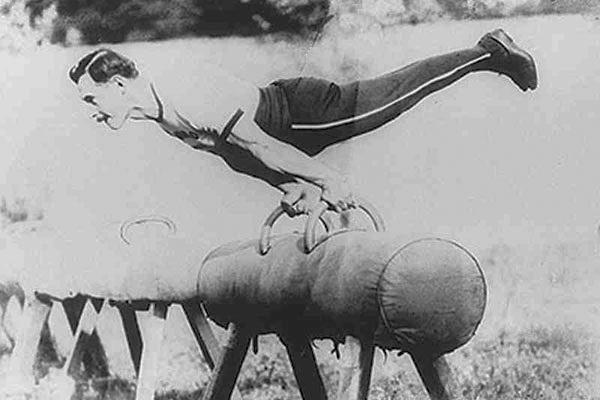
O italiano Alberto Braglia conquistou o ouro no individual geral

| Ordem | País             | Medalha de ouro | Medalha de prata | Medalha de bronze |   |
| ----- | ---------------- | --------------- | ---------------- | ----------------- | - |
| 1     | ITA Itália       | 1               |                  |                   | 1 |
| 1     | SWE Suécia       | 1               |                  |                   | 1 |
| 3     | GBR Grã-Bretanha |                 | 1                |                   | 1 |
| 3     | NOR Noruega      |                 | 1                |                   | 1 |
| 5     | FIN Finlândia    |                 |                  | 1                 | 1 |
| 5     | FRA França       |                 |                  | 1                 | 1 |
| TOTAL | TOTAL            | 2               | 2                | 2                 | 6 |